# Blockheizkraftwerk Berlin-Köpenick
Das Blockheizkraftwerk Berlin-Köpenick ist ein Blockheizkraftwerk nach dem Prinzip der Kraft-Wärme-Kopplung im Berliner Ortsteil Köpenick.

## Geschichte und Lage
Bauherr war die Bewag. Das mit Öl und Gas befeuerte Kraftwerk wurde 1994 erstmals in Betrieb genommen und hat eine elektrische Leistung von 11,2 MW sowie eine thermische Leistung von 50 MW. Es wird seit 2024 von der BEW Berliner Energie und Wärme GmbH betrieben.
Das Blockheizkraftwerk befindet sich in der Wendenschloßstraße 176.
Im Jahr 2018 wurde der Öltank stillgelegt und die Anlage um eine Solarthermie mit installierten 0,7 MWpeak (Herstellerangabe) erweitert. Die Anlage verfügt über eine Kollektorfläche von über 1000 m².
Geplant oder erwartet war eine jährliche Einspeisung der Solarthermieanlage von 440 Megawattstunden (MWh) mit einer CO2 Einsparung von 63 Tonnen, bezogen auf den verdrängten Erdgaseinsatz. Tatsächlich produziert wurde im ersten Jahr infolge eines sonnigen Sommers eine Jahresmenge von 520 MWh mit einer CO2-Einsparung von rund 115 Tonnen, was etwa dem durchschnittlichen deutschen Jahresausstoß von zehn Personen und dem Bruchteil eines Prozents der Emissionen des Blockheizkraftwerks entspricht. Für ein „Sonnen-Normaljahr“ werden 700 Volllaststunden Erzeugung erwartet, gut ein Viertel weniger als mit PV-Anlagen in der Region. Die thermische Nennleistung ist ca. vierfach höher als die elektrische Nennleistung von PV-Anlagen vergleichbarer Flächengröße und Bauzeit, die jedoch zusammen mit einer Wärmepumpe eine vergleichbare bis höhere Wärmeerzeugung erreichen könnten.
Am Kraftwerksstandort wird eine Großwärmepumpe mit einer thermischen Leistung von einem Megawatt installiert, die verschiedene Wärmequellen nutzt. Beim Großwärmepumpen-Projekt an diesem Standort werden verschiedene Wärmequellen, unter anderem Solarthermie und Abwärme genutzt. Um die benötigten Vorlauftemperaturen bereitstellen zu können, soll die Temperaturanpassung über eine Großwärmepumpe durchgeführt werden. Die Wärmepumpe wird teilweise mit Strom aus einer neuen PV-Anlage versorgt. Im Ergebnis soll so nachgewiesen werden, dass eine Kombination verschiedenster Wärmequellen mit einer Großwärmepumpe möglich ist und höhere Einsparungen bringen kann als die Nutzung einer einzigen Wärmequelle. Darüber hinaus soll die Möglichkeit erforscht werden, den Tages- und Jahresnutzungsgrad der Solarthermie durch den Einsatz der Großwärmepumpe zu erhöhen. Das sogenannte „Reallabor Köpenick“ ist Teil des bundesweiten Forschungsprojekts „Großwärmepumpen in Fernwärmenetzen“ (GWP), das innovative Technologien zur Dekarbonisierung der Wärmeversorgung unter realen Bedingungen testet.